# Boca Raton Bowl 2016
Match précédent Match suivant
Le Boca Raton Bowl 2016 est un match de football américain de niveau universitaire  joué après la saison régulière de 2016, le 20 décembre au FAU Stadium de Boca Raton en Floride. 
Il s'agit de la 3e édition du Boca Raton Bowl.
Le match a mis en présence l'équipe des Hilltoppers de Western Kentucky issue de la Conference USA et l'équipe des Tigers de Memphis issue de l'American Athletic Conference.
Il a débuté à 19:05 heures locales et a été retransmis en télévision sur ESPN.
Sponsorisé par la société Marmot, le match est officiellement dénommé le Marmot Rota Bacon Bowl.
Western Kentucky gagne le match sur le score de 51 à 31.

## Présentation du match
| Équipes | Conférences | Entraîneurs  | Stats. saison rég. | Classements avant le bowl (CFP/AP/Coaches) |
| --- | ----------- | ------------ | ------------------ | ------------------------------------------ |
| Hilltoppers de Western Kentucky                                                                            | C-USA       | Nick Holt    | 10-3               | NC                                         |
| Tigers de Memphis                                                                                          | AAC         | Mike Norvell | 8-4                | NC                                         |
| Arbitre : Don Willard (Big Ten) Équipe donnée favorite par les bookmakers : Western Kentucky à 4 contre 1. |             |              |                    |                                            |

Il s'agit de la 6e rencontre entre ces deux équipes (elles comptent chacune, 2 victoires pour deux défaites et 1 nul). La dernière rencontre a eu lieu le 27 octobre 1956 et les Hilltoppers furent battus 42 à rien par les Tigers de Memphis State (ainsi appelés à l'époque).

### Hilltoppers de Western Kentucky
Avec un bilan global en saison régulière de 10 victoires pour 3 défaites, Western Kentucky est éligible et accepte l'invitation pour participer au Boca Raton Bowl de 2016.
Ils remportent le titre de l'East Division de la Conference USA avec un bilan en division de 7 victoires pour 1 défaite. Ils remportent ensuite la finale de conférence en battant 58 à 44 les Bulldogs de Louisiana Tech.
À l'issue de la saison 2016 (bowl compris), ils n'apparaissent pas dans les classements CFP , AP et Coaches.
Il s'agit de leur 1re apparition au Boca Raton Bowl.
Le 5 décembre 2016, l'entraîneur principal Jeff Brohm démissionne pour devenir l'entraîneur principal de l'équipe de Purdue. C'est le coordinateur défensif Nick Holt qui est désigné intérimaire pour diriger l'équipe pendant le bowl.

### Tigers de Memphis
Avec un bilan global en saison régulière de 8 victoires pour 4 défaites, Memphis est éligible et accepte l'invitation pour participer au Boca Raton Bowl de 2016.
.
Ils terminent 3e de la West Division de l'American Athletic Conference derrière Navy et Tulsa, avec un bilan en division de 5 victoires pour 3 défaites.
À l'issue de la saison 2016 (bowl compris), ils n'apparaissent pas dans les classements CFP , AP et Coaches.
Il s'agit de leur 1re apparition au Boca Raton Bowl.

## Résumé du match
| QT          | Temps       | Drive       | Drive       | Drive       | Équipe      | Description de l'action | Score | Score |
| QT          | Temps       | Jeux        | Yards       | TDP         | Équipe      | Description de l'action | WKY   | MEM   |
| ----------- | ----------- | ----------- | ----------- | ----------- | ----------- | --- | ----- | ----- |
| 1           | 10:43       | 5           | 65          | 01:23       | MEM         | TD de 45 yards par WR Tony Pollard à la suite d'une réception de passe de QB Riley Ferguson + 1 point de conversion par K Jake Elliott   | 0     | 7     |
| 1           | 07:42       | 8           | 75          | 03:01       | WKU         | TD de 4 yards par TE Stevie Donatell à la suite d'une réception de passe de QB Mike White + 1 point de conversion par K Skyler Simcox    | 7     | 7     |
| 1           | 05:38       | 9           | 59          | 02:04       | MEM         | FG de 33 yards par K Jake Elliott | 7     | 10    |
| 1           | 01:47       | 8           | 78          | 03:51       | WKU         | TD à la suite d'une course de 9 yards par Forrest Lamp + 1 point de conversion par K Skyler Simcox                                       | 14    | 10    |
| 2           | 11:59       | 6           | 74          | 02:13       | WKU         | TD de 37 yards par WR Nicholas Norris à la suite d'une réception de passe de QB Mike White + 1 point de conversion par K Skylar Simcox   | 21    | 10    |
| 2           | 10:02       | 8           | 75          | 02:59       | MEM         | TD de 7 yards par WR Anthony Miller à la suite d'une réception de passe de QB Riley Ferguson + 1 point de conversion par K Jake Elliott  | 21    | 17    |
| 2           | 02:16       | 13          | 71          | 06:44       | WKU         | TD à la suite d'une course de 2 yards par RB Anthony Wales + 1 point de conversion par K Skyler Simcox                                   | 28    | 17    |
| 3           | 13:24       | 4           | 75          | 01:36       | WKU         | TD de 41 yards par WR Taywan Taylor à la suite d'une réception de passe de QB Mike White + 1 point de conversion par K Skyler Simcox     | 35    | 17    |
| 3           | 07:31       | 3           | 21          | 01:23       | WKU         | TD à la suite d'une course de 3 yards par RB Anthony Wales mais la tentative de conversion à 1 point par K Skyler Simcox échoue          | 41    | 17    |
| 3           | 05:34       | 6           | 75          | 01:57       | MEM         | TD de 10 yards par WR Anthony Miller à la suite d'une réception de passe de QB Riley Ferguson + 1 point de conversion par K Jake Elliott | 41    | 24    |
| 3           | 03:34       | 6           | 71          | 02:00       | WKU         | FG de 21 yards par K Skyler Simcox | 44    | 24    |
| 4           | 08:47       | 6           | 72          | 01:37       | MEM         | TD de 45 yards par WR Anthony Miller à la suite d'une réception de passe de QB Riley Ferguson + 1 point de conversion par K Jake Elliott | 44    | 31    |
| 4           | 02:18       | 11          | 75          | 06:29       | WKU         | TD à la suite d'une course de 1 yard par RB Anthony Wales + 1 point de conversion par K Skyler Simcox                                    | 51    | 31    |
| Score final | Score final | Score final | Score final | Score final | Score final | Score final | 51    | 31    |

## Statistiques
| Statistiques par Équipes               | Statistiques par Équipes | Statistiques par Équipes |
| Statistiques                           | WKU                      | MEM                      |
| -------------------------------------- | ------------------------ | ------------------------ |
| 1er downs                              | 28                       | 27                       |
| Conversion de 3e Down                  | 4/10                     | 4/14                     |
| Conversion de 4e Down                  | 0/0                      | 3/6                      |
| Jeux–yards                             | 78 jeux pour 598 yards   | 81 jeux pour 491 yards   |
| Yards à la course                      | 262                      | 73                       |
| Yards à la passe                       | 336                      | 418                      |
| Passes : Réussies-Tentées-Interceptées | 20/30, 1 int.            | 27/49, 1 int.            |
| Réussite en zone rouge/chances         | 5/7                      | 3/4                      |
| TD                                     | 7                        | 4                        |
| Field Goals                            | 1/2                      | 1/2                      |
| Sacks (Nombre-Yards gagnés)            | 5/31                     | 6/24                     |
| Fumbles (Nombre/Perdus)                | 1/0                      | 2/2                      |
| Pénalités (Nombre/Yards perdus)        | 8/84                     | 5/53                     |
| Temps de possession                    | 36:04                    | 23:56                    |

| Meilleur Joueur (MVP) | Meilleur Joueur (MVP) | Meilleur Joueur (MVP) | Meilleur Joueur (MVP) |
| --------------------- | --------------------- | --------------------- | --------------------- |
| Système               | Nom                   | Équipe                | Poste                 |
| Attaque               | Anthony Wales         | WKU                   | RB                    |
| Défense               | Keith Brown           | WKU                   | LB                    |

| Statistiques Individuelles | Statistiques Individuelles | Statistiques Individuelles                                        |
| -------------------------- | -------------------------- | ----------------------------------------------------------------- |
| Quaterbacks                |                            |                                                                   |
| WKU                        | White Mike                 | 20/30 passes réussies, 336 yards, 3 TDs, 1 int., QB Rating=187.1% |
| MEM                        | Ferguson Riley             | 25/43 passes réussies, 372 yards, 4 TDs, 1 int., QB Rating=156.9% |
| Meilleurs Coureurs         |                            |                                                                   |
| WKU                        | Wales Anthony              | 35 courses pour 245 yards et 3 TDs                                |
| MEM                        | Taylor Patrick             | 3 courses pour 34 yards, 0 TD                                     |
| Meilleurs Receveurs        |                            |                                                                   |
| WKU                        | Miller Anthony             | 11 réceptions pour 151 yards, 3 TDs                               |
| MEM                        | Taylor Taywan              | 9 réceptions pour 144 yards et 1 TD                               |
| Meilleurs Tackleurs        |                            |                                                                   |
| WKU                        | Leston Branden             | 9 tacles solo et 5 assistes                                       |
| MEM                        | Maulet Arthur              | 11 tacles solo, 8 assistes, 3 sacks                               |